# Ravin Saint-Julien
Le ravin Saint-Julien, ravin de Saint-Julien, ruisseau de Saint-Julien ou encore ravin des Moulins est un torrent de France situé en Savoie, affluent en rive droite de l'Arc. Descendant de la pointe du Vallon dans le massif de la Vanoise dans la commune de Saint-Julien-Mont-Denis, il se fraye un passage dans des gorges où de nombreuses ardoisières ont été exploitées durant des siècles. En aval du village de Montdenis, la rivière emprunte une grotte et ressort à l'air libre par une cascade avant de déboucher dans la vallée de la Maurienne en traversant le village de Saint-Julien. Il franchit l'autoroute A43 par un pont-rivière.